# Dojang
Dojang (道场) ou dojã é o local de treino de artes marciais coreanas como o taekwondo e o hapkidô. O termo japonês equivalente é dojo. Lá, se aprende a ter disciplina, cada faixa tem seu significado, de acordo com o nível da faixa você vai evoluindo cada vez mais, mostrando seu potencial até a faixa preta. Deve se ter respeito com seu mestre, mostrando dedicação e energia. Dojang é uma area de aprendizado.

## Significado
Do (道) significa "caminho" ou "arte" e jang (场) significa "um lugar". O que faz de dojang o lugar onde se pratica o caminho. No caso das artes marciais, é o lugar onde se pratica o caminho da arte marcial, bem como o dojo, em japonês. Termos mais específicos, tais como "hapkidojang" ou "taekwondojang" pode ser usado para subtipos particulares de dojang. Dojang (道场) no Budismo é o lugar onde a meditação e a prática tem um lugar no templo.

## Decoração
As paredes de um dojang podem ser decoradas com todos os tipos de coisas que vão desde a bandeira nacional e da Federação, grandes espelhos, fotos e placas com os nomes das técnicas praticadas no dojang. Em geral, dojangs coreanos são geralmente muito decorados, o que pode dar alguns visitantes um pouco de impressão de bagunça.
Em dojangs, onde são praticadas artes que requerem uma grande quantidade de quedas, normalmente tem um tapete no chão. Antigamente, o chão também poderia ser coberta com sacos de arroz, mas nos dias de hoje, há uma variedade de tapetes disponíveis.
No início da aula, os alunos irão alinhar segundo a sua categoria, o aluno mais graduado na parte frontal direita e os alunos de menor ranking na parte traseira esquerda.

## Uso
A palavra coreana para ginásio é mais comumente traduzida como che yuk gwan (체육관), que significa "lugar de esportes". Dojang refere-se ao lugar real no ginásio onde a prática ocorre.

## Outros Equivalentes
O equivalente japonês do termo dojang é dojo (道场), enquanto o chinês equivale a wu guan (武馆), que significa "lugar de lutar".